# Leucas lavandulifolia
Leucas lavandulifolia là một loài thực vật có hoa trong họ Hoa môi. Loài này được Sm. mô tả khoa học đầu tiên năm 1812.